# Aspidiophorus semirotundus
Aspidiophorus semirotundus är en djurart som tillhör fylumet bukhårsdjur, och som beskrevs av Saito 1937. Aspidiophorus semirotundus ingår i släktet Aspidiophorus och familjen Chaetonotidae. Inga underarter finns listade i Catalogue of Life.